# Mastigoteuthis psychrophila
Mastigoteuthis psychrophila är en bläckfiskart som beskrevs av Nesis 1977. Mastigoteuthis psychrophila ingår i släktet Mastigoteuthis och familjen Mastigoteuthidae. Inga underarter finns listade i Catalogue of Life.